# Brenggolo (Jatiroto)
Brenggolo is een bestuurslaag in het regentschap Wonogiri van de provincie Midden-Java, Indonesië. Brenggolo telt 2619 inwoners (volkstelling 2010).